# Allognosta brevicornis
Allognosta brevicornis är en tvåvingeart som beskrevs av Johnson 1923. Allognosta brevicornis ingår i släktet Allognosta och familjen vapenflugor. Inga underarter finns listade i Catalogue of Life.